# Hermágoras de Aquileia
São Hermágoras de Aquileia (também escrito Hermenagoras, Hermogenes, Ermacoras) (em italiano:  Sant'Ermagora, em friulano:  San Macôr, em esloveno:  sveti Mohor; fl. século III - c. 305) é considerado o primeiro bispo de Aquileia, norte da Itália . A tradição cristã declara que ele foi escolhido por São Marcos para servir como líder da comunidade cristã nascente em Aquileia, e que ele foi consagrado bispo por São Pedro. Hermágoras e seu diácono Fortunato (esloveno: sveti Fortunat) evangelizou a área, mas acabou sendo preso por Sebáscio, um representante da Nero. Eles foram torturados e decapitados.

## Veneração

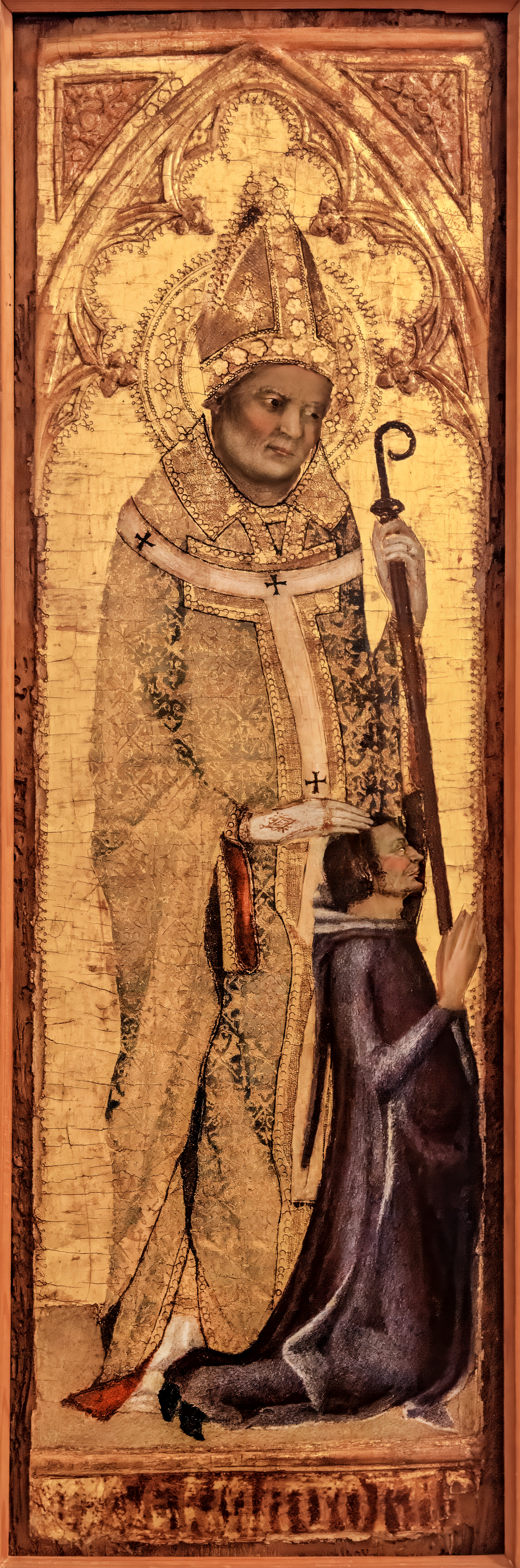
Hermágoras de Aquileia Museu Correr

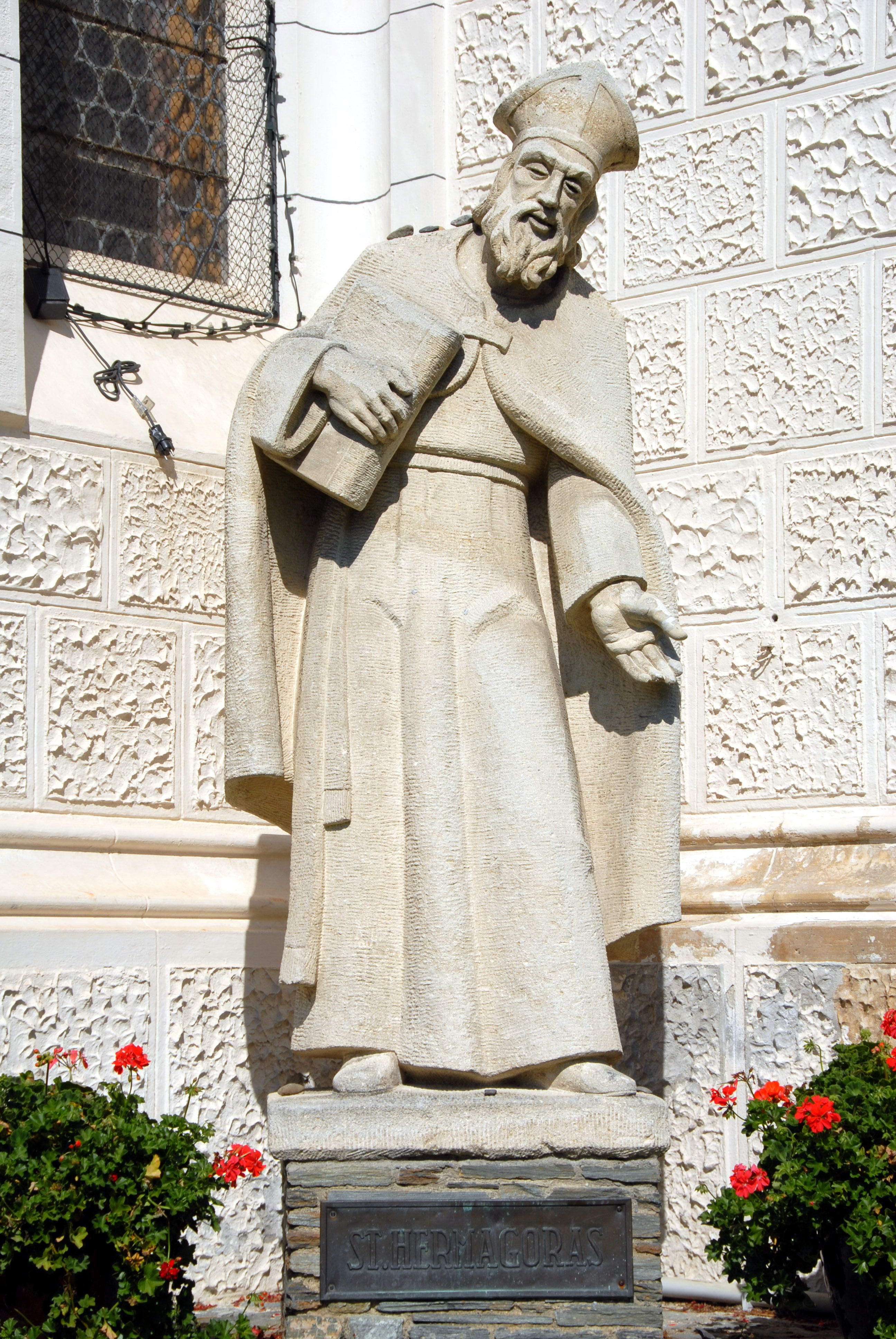
Estátua de Hermágoras na cidade de Hermagor.

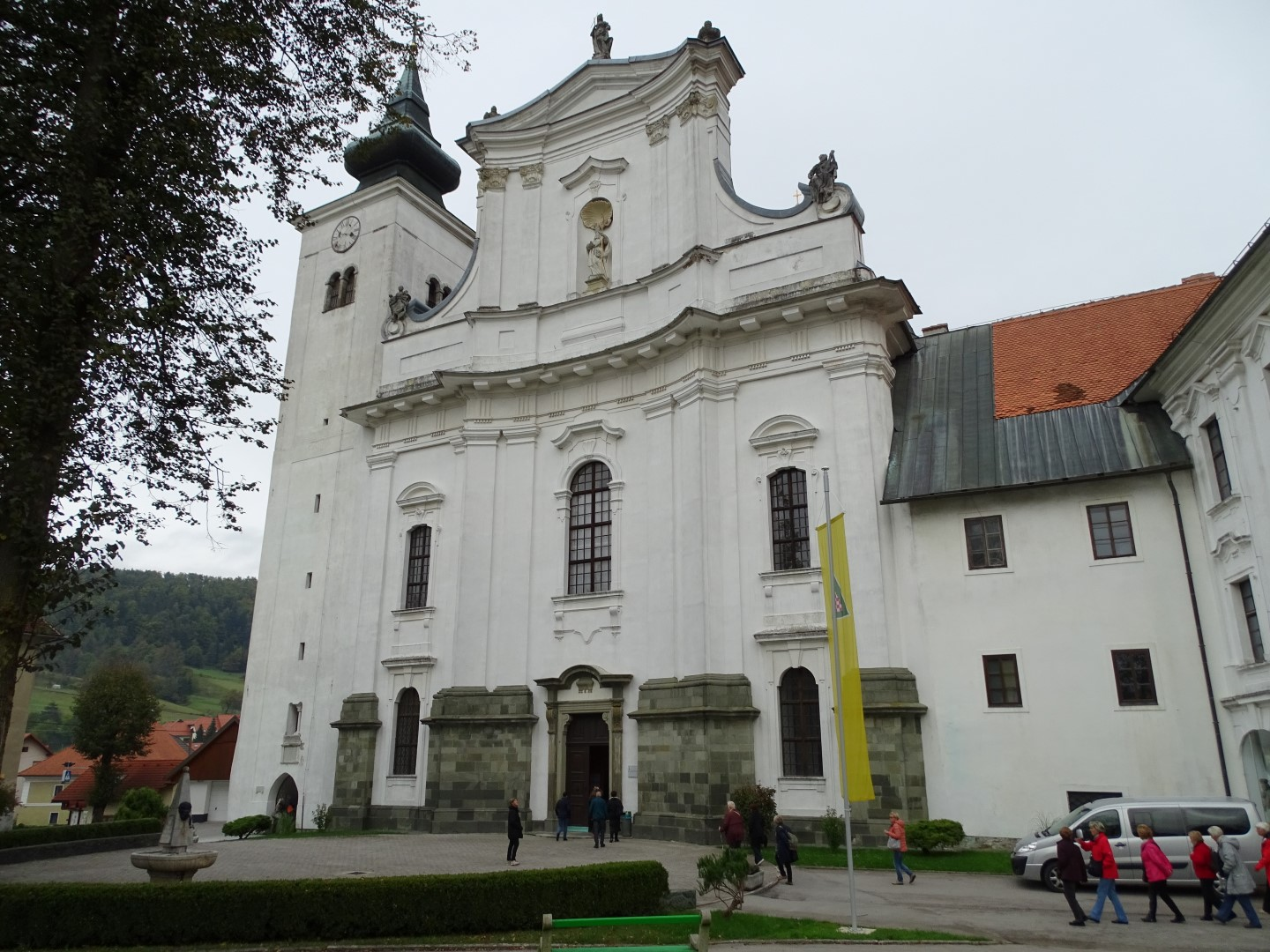
Igreja de St. Hermágoras e Fortunato em Gornji Grad, Eslovénia

"Hermágoras" foi listado como o nome do primeiro bispo de Aquileia. Ele provavelmente era um bispo ou eleitor vivendo na segunda metade do século III ou no começo do IV. No entanto, como o nome ou as origens do primeiro bispo eram desconhecidos, as tradições aquilianas surgidas no século VIII tornaram Hermágoras um bispo da era apostólica, que havia sido consagrado pelo próprio São Pedro. Como escreve  Hippolyte Delehaye, "Ter vivido entre os seguidores imediatos do Savoir foi... honroso... e, portanto, os antigos patronos das igrejas foram identificados com certas pessoas nos evangelhos ou que deveriam ter tido alguma parte da vida de Cristo na terra." Assim, as origens apostólicas falsas foram atribuídas a Hermágoras e a igreja em Aquileia. A tradição de que Fortunato era o diácono de Hermágoras também é provavelmente apócrifa, mas um cristão chamado Fortunato pode ter sido um mártir separado em Aquileia.
Hermágoras e Fortunato podem ter sido mártires mortos em Singiduno (hoje Belgrado). Lá, por volta de 304 durante as perseguições religiosas lideradas pelo imperador Diocleciano, Hermágoras, ou Hermógenes, era um leitor e Fortunato um diácono. Suas relíquias podem ter sido trazidas para Aquileia um século depois, e essa cidade se tornou o centro de seu culto, pois foi em Aquileia que surgiu a crença em sua origem apostólica. Aquileia foi uma das primeiras cidades em que o Cristianismo poderia ser praticado sem obstáculos; o patriarca de Aquileia foi a segunda pessoa mais importante da igreja ocidental depois do bispo de Roma.
O dia da festa foi registrado em 12 de julho, o qual foi registrado ainda no Martirologia Romana, na Igreja de Aquileia e em várias outras igrejas. No entanto, Venâncio Fortunato não mencionou Hermágoras em suas obras, mas mencionou o nome de Fortunato duas vezes: uma vez na vida de São Martinho: Ac Fortunati benedictam urnam, e a segunda vez em sua Miscelânea: Et Fortunatum fert Aquileiam suum. O Martirológio Jeronimiano menciona Hermágoras, mas de forma corrompida: Armageri, Armagri, Armigeri. Há alguma confusão, pois o Martirológio Jeronimiano também lista "sanctorum Fortunate Hermogenis" em 22 ou 23 de agosto. Os bolandistas consideraram isso simplesmente uma repetição dos mesmos santos. No entanto, o culto de São Félix e São Fortunato de Aquileia também foi mencionado nos calendários de 14 de agosto.
Sobrevive o nome Hermágoras na Caríntia cidade de Hermagor, no moderno Estado de Áustria. Seu culto também foi popular em Údine, Gorizia e Gurk. A basílica de Aquileia hoje contém afrescos do século XII, um dos quais retrata Hermágoras e São Pedro.
Hermágoras e Fortunato têm sido particularmente venerados entre os eslovenos porque foram cristianizados por missionários de Aquileia. Desde 1961, São Hermágoras e São Fortunato são os patronos secundários da Arquidiocese de Liubliana, restabelecidos naquele ano; anteriormente, de 1461 a 1961, eles eram os principais patronos da diocese. Na Eslovênia, existem sete igrejas paroquiais e 25 igrejas dedicadas a São Hermágoras e/ou São Fortunato. A editora eslovena mais antiga, fundada em 1851, é nomeada Sociedade Hermágoras (Mohorjeva družba). A vila de Šmohor, no leste da Eslovênia (município de Laško), recebeu o nome de Santo Hermágoras.